# HNK Rijeka
O Hrvatski Nogometni Klub Rijeka (em português: Futebol Clube Croata Rijeka), comumente conhecido como HNK Rijeka ou simplesmente Rijeka, é um clube de futebol croata da cidade de Rijeka.
O HNK Rijeka compete na principal divisão da Croácia, da qual é membro desde a sua fundação em 1992. Durante a reconstrução do Estádio Kantrida, o tradicional estádio do Rijeka, disputará seus jogos em casa no Estádio Rujevica. O uniforme tradicional do Rijeka é totalmente branco.
O clube foi fundado em 25 de novembro de 1906 como Clubs Sportivo Olimpia e cambia nome em US Fiumana em 1926 e em Sportsko Društvo Kvarner (croata)/Società Cultura Fisica Quarnero (Italiano). O nome oficial final do clube foi mudado para Nogometni Klub Rijeka em 2 de julho de 1954. No verão de 1995, a diretoria do clube acrescentou o adjetivo hrvatski (português: croata) ao nome oficial do time. O Rijeka é o terceiro clube de futebol croata de maior sucesso, tendo conquistado dois títulos da Primeira Liga de Futebol da Croácia, duas Copas da Iugoslávia, quatro Copas de Futebol da Croácia, uma Supertaça de Futebol da Croácia e a Taça dos Balcãs de 1977-78.

## História

### Origens
O clube foi fundado em 25 de novembre de 1906 como Clubs Sportivo Olimpia e cambia nome em US Fiumana em 1926 cuando as autoridades fascistas a forçam a se fundir com outro grande clube local, o CS Gloria. A US Fiumana competiu com sucesso em vários níveis do Campeonato Italiano de Futebol, incluindo uma temporada na primeira linha da competição (Divisione Nazionale) em 1928. Com a passagem da cidade ao estado Jugoslavo, novamente o clube cambia forçadamente nome em 29 de julho de 1946, desta vez em SD Kvarner/SCF Quarnero, depois que Rijeka (mais conhecida por seu nome italiano Fiume até 1945) foi cedida pela Itália à Iugoslávia comunista após o fim da Segunda Guerra Mundial. O novo nome era menos controverso de Fiumana, percebido de origem fascista pelo novo regime, e era uma homenagem à Baía de Kvarner e à região mais ampla de Kvarner, da qual Rijeka é o centro administrativo. O rebranding se deu pela necessidade de dar uma imagem mais proletária ao clube, que vai ficar com a maioria dos jogadores e dirigentes do Fiumana dos tempos pré-guerra, os que não morreram durante o confito Mundial o deixaram a cidade como profugos.

### 1946–1991
Durante o período inicial na Iugoslávia, o Kvarner teve um sucesso moderado em vários campeonatos de clubes nacionais e locais. Ele foi rebaixado ao final da temporada inaugural na Primeira Liga Iugoslava em 1946-47. O Kvarner mudou seu nome para NK Rijeka em 2 de julho de 1954 e retornou à Primeira Liga em 1958. O Rijeka permaneceu no principal escalão por 11 temporadas consecutivas até 1969, quando foi mais uma vez rebaixado para a segunda divisão iugoslava. Apesar de terminar no topo em quatro (em cada cinco) temporadas na segunda divisão, devido à falha em três tentativas de qualificação na repescagem, o clube só voltou a ser promovido para o nível superior em 1974. Com vários sucessos, o Rijeka permaneceu na primeira divisão até a desintegração da Iugoslávia em 1991. O maior sucesso do clube durante este período envolveu bicampeonato da Copa da Iugoslávia em 1978 e 1979. O Rijeka também foi vice-campeão da Copa em 1987, quando perdeu a final na decisão por pênaltis.[carece de fontes?] O Rijeka nunca terminou acima do quarto lugar na Primeira Liga Iugoslava. Em 1984, o clube chegou mais perto de seu primeiro título de campeão, terminando apenas dois pontos atrás do Estrela Vermelha de Belgrado. O Rijeka também foi o clube croata melhor colocado na Primeira Liga Iugoslava em 1965, 1984 e 1987.

### Rijeka na 1. HNL
Após o desmembramento da Iugoslávia em 1992, o Rijeka ingressou na Primeira Liga de Futebol Croata em sua temporada inaugural. A equipe continua sendo um dos únicos quatro clubes membros fundadores a nunca ter sido rebaixado. Em termos de maiores sucessos neste período, o clube conquistou o seu primeiro título de campeão nacional em 2017, encerrando a série de 11 títulos consecutivos do Dínamo Zagreb. O Rijeka também venceu quatro Copas da Croácia, incluindo títulos consecutivos em 2005 e 2006, em 2014 e, mais recentemente, em 2017, o que os fez garantir o histórico Double.[carece de fontes?] Na última rodada da temporada 1998-99, um erro de arbitragem tirou do Rijeka seu primeiro título de campeão. Com um jogo para disputar, o Rijeka estava um ponto à frente do Croácia Zagreb, precisando de uma vitória em casa contra o Osijek para garantir o título. Com o jogo empatado em 1 a 1, aos 89 minutos, o atacante do Rijeka Admir Hasančić converteu um cruzamento de Barnabás Sztipánovics. No entanto, momentos depois, o árbitro assistente Krečak levantou a bandeira e o árbitro Šupraha anulou o gol da vitória de Rijeka por um suposto impedimento. Após uma investigação, análises 3D revelaram que Hasančić não estava, de fato, em posição de impedimento, e que o Rijeka erroneamente foi impedido de levantar sua primeira taça de campeão nacional. Uma investigação do jornal Nacional revelou que Franjo Tuđman, presidente da República da Croácia e fervoroso torcedor do Croatia Zagreb, ordenou às agências de inteligência do país no início de 1999 que espionassem os árbitros, oficiais e jornalistas de futebol, com o objectivo de garantir que o clube de Zagreb vencesse título da liga a qualquer custo.

### Europa
O Rijeka participou em competições da UEFA em 18 ocasiões, incluindo seis consecutivas desde 2013-14. O maior sucesso foi as quartas-de-final da Taça dos Clubes Vencedores de Taças de 1979-80, quando perdeu para a gigante italiana Juventus por 2-0.[carece de fontes?] O resultado mais memorável na Europa foi a vitória em casa (3-1) contra o Real Madrid na Copa da UEFA de 1984-85. Controversamente, na partida de volta ao Estádio Santiago Bernabéu, onde o Rijeka perdeu por 3-0, três dos seus jogadores foram expulsos. O Madrid marcou o primeiro gol por meio de uma penalidade máxima, aos 67 minutos, com o Rijeka já com dez homens. Nos dez minutos seguintes, mais dois jogadores do Rijeka foram expulsos, principalmente Damir Desnica. Enquanto Desnica recebia o primeiro cartão amarelo porque ele não parou de jogar após Schoeters apitar, o segundo foi dado porque ele supostamente insultou o árbitro. No entanto, sem o conhecimento do árbitro, Desnica era surdo-mudo desde o nascimento. Com o Rijeka reduzido a oito jogadores, o Madrid marcou mais dois golos, avançou para a próxima rodada e acabou por ganhar o troféu.
Em 2013, depois de ter ganho por 4-3 no agregado contra o VfB Stuttgart, o Rijeka qualificou-se para a fase de grupos da Liga Europa de 2013-14. O Rijeka também participou na fase de grupos da Liga Europa de 2014-15, quando derrotou o Feyenoord e o Standard Liège e empatou com os titulares e futuros campeões Sevilla. Em 2017, o Rijeka alcançou o play-off da Liga dos Campeões da UEFA de 2017-18, tendo perdido por 3-1 no agregado para os campeões gregos Olympiacos e qualificou-se automaticamente para a fase de grupos da Liga Europa 2017-18. Na fase de grupos, eles marcaram uma famosa vitória em casa (2-0) contra o Milan, mas mais uma vez não conseguiram progredir para as oitavas-de-final.

### Propriedade privada
Em fevereiro de 2012, Gabriele Volpi - um empresário italiano e fundador da Orlean Invest, além de proprietário do clube de futebol Spezia e do clube de pólo aquático Pro Recco - injetou o capital necessário no clube. Com o processo de privatização concluído em setembro de 2013, Volpi, através da Fundação Stichting Social Sport, sediada na Holanda, tornou-se proprietário de 70% do clube, com a cidade de Rijeka no controle dos outros 30%. Em 29 de dezembro de 2017, foi anunciado que o Presidente Damir Mišković, através da Teanna Limited, sediada em Londres, adquiriu a participação majoritária no clube da Stichting Social Sport Foundation.

### Transferência recorde
Em janeiro de 2015, o Rijeka vendeu seu principal atacante Andrej Kramarić para o Leicester City pela quantia recorde de 9,7 milhões de libras.

## Estádio
Até julho de 2015, o Rijeka mandava seus jogos no Estádio Kantrida, sua tradicional casa há mais de 60 anos. Com o Kantrida à espera da demolição e reconstrução, desde agosto de 2015 o Rijeka joga no recém-construído Estádio Rujevica, com capacidade para 8.279 pessoas sentadas. O Estádio Rujevica faz parte do novo centro de treinamento de Rijeka e serve como a sede temporária do clube. Após a demolição do antigo Kantrida, um novo estádio de última geração, com 14.600 lugares será construído no mesmo local. Além do estádio, os investidores planejam construir um complexo comercial que incluirá um shopping center e um hotel.

## Torcida
Durante a maioria dos jogos em casa, a maioria dos lugares é ocupada pelos portadores da carnês de temporada. Para a temporada de 2017/18, o clube tinha 5.922 detentores de bilhetes e 8.403 membros.
A torcida organizada do Rijeka é chamada Armada Rijeka, ou simplesmente Armada. O grupo está ativo desde 1987.

## Rivalidades
Mais informações: derby do Adriático, derby do Dínamo-Rijeka e derby do Rijeka-Pula (Rijeka vs Istra 1961)
A maior rivalidade do Rijeka é com o Hajduk Split. Desde 1946, o clássico do Adriático é disputado entre os dois clubes de futebol croatas mais populares da costa do Adriático, Rijeka e Hajduk. Existem outras rivalidades com contra o Dinamo Zagreb e, a nível regional, com o Istra Pula. As origens da rivalidade Rijeka-Pula remontam aos confrontos entre Fiumana e Grion Pola desde o final da década de 1920.

## Material esportivo e patrocinadores
| Período   | Material esporivo | Patrocínio de caimsa |
| --------- | ----------------- | -------------------- |
| 1998–1999 | Adidas            | INA                  |
| 1999–2002 | Kronos            | INA                  |
| 2002–2003 | Torpedo           | INA                  |
| 2003–2004 | Torpedo           | Lero                 |
| 2004–2005 | Legea             | Lero                 |
| 2005–2006 | Legea             | INA                  |
| 2006–2008 | Kappa             | Croatia Osiguranje   |
| 2008–2012 | Jako              | Croatia Osiguranje   |
| 2012–2014 | Lotto             | –                    |
| 2014–2016 | Jako              | –                    |
| 2017–2018 | Jako              | Sava Osiguranje      |
| 2018–     | Joma              | Sava Osiguranje      |

## Títulos
| NACIONAIS | NACIONAIS            | NACIONAIS | NACIONAIS                                                      |
|           | Competição           | Títulos   | Temporadas                                                     |
| --------- | -------------------- | --------- | -------------------------------------------------------------- |
|           | Campeonato Croata    | 2         | 2016–17 e 2024–25                                              |
|           | Copa da Croácia      | 7         | 2004–05, 2005–06, 2013–14, 2016–17, 2018–19, 2019–20 e 2024–25 |
|           | Supercopa da Croácia | 1         | 2014                                                           |

## Elenco atual
Última atualização: 26 de março de 2025.

## Jogadores notáveis
Para aparecer nesta lista, um jogador deve satisfazer todos os três critérios a seguir:
1. ter pelo menos 100 aparições em partidas oficiais, incluindo a primeira divisão (Primeira Liga da Iugoslávia e Primeira Liga de Futebol Croata), Copa doméstica (Copa da Iugoslávia, Copa da Croácia e Supertaça da Croácia) e competições de clubes da UEFA;
2. ter marcado pelo menos 20 gols em partidas oficiais se for atacante, 5 se meia e não precisa ter anotado gols se for zagueiro ou goleiro, na primeira divisão (Primeira Liga Iugoslava e Primeira Liga Croata), copa doméstica (Copa Iugoslava, Copa Croata e Supercopa Croata) e competições de clubes da UEFA; e
3. ter jogado pelo menos uma partida internacional para a sua seleção nacional enquanto estava sob contrato com o Rijeka.

- Além disso, também estão incluídos os 30 maiores artilheiros do clube e jogadores mais vezes foram capitães na primeira divisão.

| - Alexander Gorgon - Senad Brkić - Admir Hasančić - Zoran Kvržić - Héber Araujo dos Santos - Boško Balaban - Leon Benko - Filip Bradarić - Elvis Brajković - Goran Brajković - Kristijan Čaval - Mladen Ivančić - Sandro Klić - Dario Knežević - Andrej Kramarić - Siniša Linić - Mate Maleš - Damir Milinović | - Matej Mitrović - Mladen Mladenović - Ivan Močinić - Roberto Paliska - Dubravko Pavličić - Jakov Puljić - Natko Rački - Mladen Romić - Robert Rubčić - Ahmad Sharbini - Anas Sharbini - Daniel Šarić - Dragan Tadić - Ðoni Tafra - Ivan Vargić - Dalibor Višković - Kazimir Vulić - Mladen Žganjer | - Leonard Zuta - Radomir Đalović - Marko Vešović - Roman Bezjak - Mario Gavranović - Radojko Avramović - Marijan Brnčić - Boško Bursać - Nikica Cukrov - Damir Desnica - Adriano Fegic - Nenad Gračan - Tonči Gulin - Miloš Hrstić - Janko Janković - Marijan Jantoljak - Ive Jerolimov - Srećko Juričić | - Miodrag Kustudić - Vladimir Lukarić - Sergio Machin - Nebojša Malbaša - Danko Matrljan - Ivan Medle - Nikica Milenković - Anđelo Milevoj - Velimir Naumović - Petar Radaković - Zvjezdan Radin - Milan Radović - Mauro Ravnić - Milan Ružić - Edmond Tomić - Bruno Veselica - Mladen Vranković - Nedeljko Vukoje |

Atualizado em 13 de abril de 2019.

### Recordes de jogadores
- Mais aparições em competições de clubes da UEFA: 35 partidas[23]
  - Zoran Kvržić
- Maior artilheiro em competições de clubes da UEFA: 8 gols[23]
  - Andrej Kramarić

### O onze ideal do Rijeka
De acordo com uma pesquisa feita entre 2005 e 2007 com ex-jogadores (acima dos 40 anos) e jornalistas respeitados, Marinko Lazzarich descobriu que a melhor equipe do Rijeka de todos os tempos é a seguinte:
1. Jantoljak
2. Milevoj
3. Hrstić
4. Radaković
5. Radin
6. Juričić
7. Lukarić
8. Gračan
9. Osojnak
10. Naumović
11. Desnica.[24]

O jornal de Rijeka Novi list declarou em 2011 que os melhores 11 jogadores do HNK Rijeka são:
1. Jantoljak
2. Šarić
3. Radin
4. Juričić
5. Hrstić
6. Loik
7. Radaković
8. Mladenović
9. Naumović
10. Skoblar
11. Desnica.[25]

## Presidentes
| - Dr. Ljudevit Sošić, 1946 - Giovanni Cucera, 1946–1948 - Ambrosio Stečić, 1948–1952 - Dr. Zdravko Kučić, 1953–1954 - Milorad Doričić, 1955–1956 - Milan Blažević, 1957–1959 - Stjepan Koren, 1960–1963 - Milorad Doričić, 1964–1969 - Vilim Mulc, 1969–1971 - Davor Sušanj, 1971 - Ljubo Španjol, 1972–1978 - Zvonko Poščić, 1978–1979 | - Nikola Jurčević, 1980 - Marijan Glavan, 1981 - Davor Sušanj, 1981–1984 - Stjepko Gugić, 1985–1986 - Dragan Krčelić, 1986–1989 - Želimir Gruičić, 1989–1991 - Darko Čargonja, 1991–1992 - Josip Lokmer, 1993–1994 - Krsto Pavić, 1994–1995 - Hrvoje Šarinić, 1995–1996 - Franjo Šoda, 1996–1997 - Prof. Žarko Tomljanović, 1997–2000 | - Hrvoje Šarinić, Dr. Ivan Vanja Frančišković, Robert Ježić, 2000 - Robert Ježić, 2000 - Sanjin Kirigin, 2000–2002 - Duško Grabovac, 2002–2003 - Robert Ježić, 2003–2008 - Dr. Ivan Vanja Frančišković, 2008–2009 - Ivan Turčić, 2009–2011 - Robert Komen, 2011–2012 - Damir Mišković, 2012– |

Fonte: Presidentes e treinadores